# Centesimus Annus
Centesimus Annus (лат. Сотый год) — энциклика папы римского Иоанна Павла II от 1 мая 1991, посвящённая столетию с опубликования «Rerum Novarum».

## История
Энциклика «Centesimus Annus» была открытым письмом, адресованным епископам Римско-католической церкви. В 1891 Папа Лев XIII выпустил энциклику «Rerum Novarum» («Исходя из новых обязательств»), в которой провозгласил новую социальную доктрину церкви и учредил общественное движение «народное католическое действие». Спустя 10 лет, в энциклике «Graves de Communi Re», движение получило современное название «христианская демократия». Впоследствии церковь продолжила традицию вносить уточнения в свою социальную доктрину на круглые годовщины с опубликования «Rerum Novarum». Среди важнейших документов такого рода — «Quadragesimo Anno» (1931), «Mater et Magistra» (1961) и «Centesimus Annus».

## Содержание
В своём письме Папа Иоанн Павел II коснулся глубоких изменений в политических системах стран Восточной Европы, которые привели к падению коммунистических режимов. Энциклика подробно обсуждает западный капитализм и восточноевропейский социализм. Папа высказался в пользу капитализма, при условии, что он отвечает требованиям справедливости. В то же время он осудил потребительскую культуру Запада и злоупотребления крупных собственников своим преимущественным положением за счёт рабочих.
Энциклика состоит из введения и шести глав. В первой главе Иоанн Павел II обратил внимание на аморальный характер перемен, с которыми имел дело Лев XIII в 1891. Новая социальная доктрина утверждала, что структура общества должна быть производной христианского видения человека. В то же время, Лев XIII стремился избежать крайностей как социализма, так и экономического либерализма.
Во второй главе Иоанн Павел II перешёл к переменам сегодняшнего дня. Он объяснил падение коммунистических режимов подчинением человека социально-экономическому механизму в восточноевропейских моделях социализма. Папа высказался в поддержку социальной справедливости, но при этом осудил классовую борьбу. Вместо этого он поддержал идею, что государство должно уважать автономию отдельных экономических субъектов и их объединений. Важнейшими принципами здесь являются субсидиарность и солидаризм. Папа подчеркнул, что свобода состоит не в себялюбии, а в послушании Истине. Глава заканчивается критическим анализом потребительства, гонки вооружений, защиты прав человека и помощи бедным странам.
Третья глава представляет собой обзор распада системы Варшавского договора в 1989. По мнению Иоанна Павла II, этому способствовали нарушения прав рабочих, неэффективность командной экономики, утопичное желание уничтожить всё зло и духовная ущербность атеизма.
Центральной в письме является четвёртая глава, которая обсуждает рыночную экономику. Согласно Иоанну Павлу II, право на частную собственность фундаментально, но не абсолютно. Бог создал землю ради общего блага, поэтому все продукты труда в конечном итоге являются общечеловеческим достоянием. С одной стороны, собственность следует из человеческой свободы, но с другой стороны, у неё есть социальная функция, вытекающая из принципа подчинения всей деятельности человека целям общего блага. Папа особенно подчеркнул, что этот аргумент относится в том числе к интеллектуальной собственности и навыкам.
Хотя современная рыночная экономика имеет достоинства (свобода, инициатива, процветание), она также связана с несправедливостью: ограничением доступа бедных к благам цивилизации, эксплуатацией, приоритетом вещей над людьми. Рынок теряет свою эффективность в вопросах, где не определены покупательная способность и ресурсы, как например, в вопросах о защите окружающей среды. Таким образом, экономическая система должна быть не просто капиталистической, но и обеспечивать ответственное отношение к экономической свободе и позитивную роль бизнеса. Папа также подчеркнул, что стремление к более высокому качеству жизни должно иметь духовное измерение и сочетаться со стремлением к добру.
Пятая глава посвящена взаимоотношению государства и культуры. Иоанн Павел II заклеймил тоталитаризм и высказался в пользу демократии и правового государства. Он подчеркнул, что демократия должна опираться на нравственные ценности и что в отсутствие истины свобода теряет самые свои основания. Поэтому важнейшим из прав человека Иоанн Павел II назвал право жить по истине своей веры. Папа отметил роль общественных организаций в реализации прав человека и призвал государство уважать их автономию в соответствии с принципом субсидиарности. Он осудил бюрократизм при распределении социальной помощи и чрезмерное государственное регулирование экономики, вместо этого призвав к менее масштабной поддержке реально нуждающихся.
В заключительной шестой главе Иоанн Павел II напомнил о необходимости совершенствования рыночных экономических институтов, несмотря на исчезновение угрозы со стороны коммунистических режимов. Папа призвал к внимательному отношению к бедным, отказу от греховного образа жизни и установке на справедливость.

## Centesimus Annus Pro Pontifice
Вслед за публикацией «Centesimus Annus», инициативная группа во главе с кардиналами Розалио Хосе Кастильо Лара и Джованни Лайоло решила обратиться к католикам, занимающим ведущие позиции в бизнесе и финансах, чтобы они способствовали распространению социального учения Церкви. На призыв откликнулись многие предприниматели и банкиры, и по представлению кардинала Лары, Иоанн Павел II своим хирографом от 13 июня 1993 учредил фонд «Centesimus Annus Pro Pontifice» (CAPP).
Целью фонда является распространение человеческих, этических, общественных и христианских ценностей, в частности, ценностей, изложенных в «Centesimus Annus». Фонд информирует лидеров делового и профессионального мира о социальном учении Римско-католической церкви, стимулирует расширение роли Церкви в современном обществе и ищет спонсоров для поддержки деятельности Ватикана.